# Hořesedly
Hořesedly (en allemand : Horosedl) est une commune du district de Rakovník, dans la région de Bohême-Centrale, en République tchèque. Sa population s'élevait à 422 habitants en 2020.

## Géographie
Hořesedly se trouve à 12 km au nord-ouest de Rakovník et à 61 km à l'ouest-nord-ouest de Prague.
La commune est limitée par Svojetín au nord-est, par Kněževes au sud-est, par Kolešovice au sud, par Hořovičky à l'ouest et par Děkov à l'ouest et au nord-ouest.

## Histoire
La première mention écrite de la localité date de 1316.